# كأس ديفيز 2004
كأس ديفيز 2004 هو الموسم 93 من  كأس ديفيز. أقيم خلال الفترة 6 فبراير 2004 وحتى 5 ديسمبر 2004، وفاز فيه منتخب إسبانيا لكأس ديفيز.